# Evolver
Der Evolver (Eigenschreibweise in Großbuchstaben) ist ein österreichisches Online-Magazin. 1996 gegründet, war es die erste Netzzeitschrift im gesamten deutschen Sprachraum und sieht sich bis heute als das einzige unabhängige, nicht-kommerzielle Kulturmagazin Österreichs im Internet.

## Inhaltliche Ausrichtung
Die ursprünglichen Themenschwerpunkte waren Pop-, Cyber- und Subkultur; seit 2010 wird zudem verstärktes Augenmerk auf die Bereiche Literatur und Kunst gerichtet.
Die programmatische „Unangepasstheit“ bewirkte oft heftige Leser-Reaktionen und entzieht die Publikation gängigen Zuordnungen. Das Spektrum der Beiträge reicht von Buch-, Musik- und Filmrezensionen über Kolumnen, literarische Texte oder Computerspiele-Bewertungen bis hin zu Opernkritiken. Polemik, Provokation und political incorrectness sind häufig wiederkehrende Elemente, wobei in Summe keine spezifische politische Präferenz erkennbar ist.

## Geschichte
Verärgert über die in den 1990er-Jahren zunehmend von Marketingstrategien geprägte Medienlandschaft und fasziniert von den Möglichkeiten des (damals in Österreich erst aufkommenden) Internet, konzipierten die Journalisten Klaus Hübner und Peter Hiess ein Online-Magazin. Das Ziel war, eine Plattform für möglichst unabhängige Kulturberichterstattung zu schaffen.
Die erste Ausgabe des Evolver erschien am 25. September 1996. Dem unerwarteten Medienecho – auch der ORF berichtete – folgten 8.000 Server-Hits binnen fünf Tagen, ein zu jener Zeit äußerst hoher Wert. Die nicht-kommerzielle Ausrichtung (weitestgehend ehrenamtliche Tätigkeit aller Mitarbeiter) forderte aber auf lange Sicht ihren Tribut: Trotz permanent steigender Leserzahlen musste das Magazin im April 2002 aus finanziellen Gründen eingestellt werden. Die Belegschaft arbeitete jedoch weiter und versorgte die Leser via Newsletter; im September 2003 erfolgte ein Relaunch. Unter der Leitung von Jürgen Fichtinger behauptete die Zeitschrift danach ihren Platz am zunehmend umkämpften Markt. 2010 löste ihn Marcus Stöger als Chefredakteur ab.
Im Frühjahr 2010 gründete Peter Hiess, gemeinsam mit Robert Draxler, den Buchverlag Evolver Books. Klaus Hübners Website der bereits im Jahr 2000 gemeinsam mit Ray Litke ins Leben gerufenen Produktionsfirma Musquito Film firmiert seit Anfang 2011 unter dem Namen Evolver Films.

## Gestaltung und Autoren
Neben manchmal für das Medium Internet ungewöhnlich langen Texten und dem breit gestreuten Panorama fällt das Festhalten an der alten deutschen Rechtschreibung auf. Einzelne Specials (wie die online-Veröffentlichung von Johann Dolanskis „Dolan-Theorie“ oder die kommentierte Faksimile-Präsentation von Peter Stögers „das monokel des polyphem“) werden über Monate als Serien geführt; die Sprachkolumne „rez gscheid“ wurde beim Wissensnetz Austria-Forum unter dem Stichwort Wienerisch aufgenommen.
Zu den Autoren zählen, unter vielen anderen, auch Schriftsteller wie Jürgen Benvenuti, Beppo Beyerl, Martin Compart, Marcel Feige, Hans Langsteiner, Paul Poet, Michel Reimon, Guido Rohm, Marcus Stiglegger, Sylvia Treudl, Manfred Wieninger oder Andreas Winterer.